# جيمس جويس (سياسي)
جيمس جويس (بالإنجليزية: James Joyce)‏ هو محامي وسياسي أمريكي، ولد في 2 يوليو 1870 بكومبرلاند في الولايات المتحدة، وتوفي في 25 مارس 1931 بكامبردج في الولايات المتحدة. حزبياً، نشط في الحزب الجمهوري. وقد انتخب عضو مجلس نواب أوهايو وانتخب عضو مجلس النواب الأمريكي.